# Marie Mange
 (juillet 2022).
Pour les articles homonymes, voir Mange.

aquarelle numérique de la sportive et championne de lutte adaptée Marie Mange

Marie Mange, née en 1998, est une sportive  française. 

## Biographie
À l'âge de 4 ans, elle s'électrise très grièvement en manipulant une guirlande de Noël. Le choc électrique violent entraîne un handicap psychique et des retards cognitifs.
Marie s'intéresse très rapidement au sport (équitation, judo, ski de fond) et surtout VTT qu'elle pratique avec intensité, ce qui lui permet de devenir trois fois championne de France dans la catégorie VTT adapté de 2012 à 2014.
En 2014, elle s'entraîne à la lutte adaptée au CPB (Club pugilistique bisontin) sous l'égide de Michel Vauthier, puis commence la compétition et devient championne de France dans sa catégorie (moins de 60 kg), devient 5 fois championne de France depuis 2015 et remporte aussi les titres de championne d'Alsace et du Haut-Rhin depuis 2019.